# Polynoncus
Polynoncus (лат.) — род жуков из семейства падальников эндемичный для Южной Америки.

## Описание
Жуки серой или чёрной окраски длиной от 10 до 20 мм. Лоб с двумя бугорками. Вершина наличника загибается вниз под прямым углом. Щиток овальный. У личинок на втором членике усиков имеется небольшой сенсорный конус и сенсорная дуга. Эпикраниальный стебель головной капсулы не доходит до средней линии головы. Тибиатарзус с двумя мутовками щетинок по шесть в каждой.

## Биология
Питаются падалью и экскрементами.

## Классификация
В мировой фауне 35 видов:
- Polynoncus aeger (Guérin-Méneville, 1830)
- Polynoncus aricensis (Gutierrez, 1950)
- Polynoncus bifurcatus (Vaurie, 1962)
- Polynoncus brasiliensis (Vaurie, 1962)
- Polynoncus brevicollis (Eschscholtz, 1822)
- Polynoncus bullatus (Curtis, 1844)
- Polynoncus burmeisteri Pittino, 1987
- Polynoncus chilensis (Harold, 1872)
- Polynoncus crypticus Diéguez, 2019
- Polynoncus diffluens (Vaurie, 1962)
- Polynoncus ecuadorensis  (Vaurie, 1962)
- Polynoncus erugatus Scholtz, 1990
- Polynoncus galapagoensis (Van Dyke, 1953)
- Polynoncus gemmifer (Blanchard, 1847)
- Polynoncus gemmingeri (Harold, 1872)
- Polynoncus gibberosus Scholtz, 1990
- Polynoncus gordoni (Steiner, 1981)
- Polynoncus guttifer (Harold, 1868)
- Polynoncus haafi (Vaurie, 1962)
- Polynoncus hemisphaericus (Burmeister, 1876)
- Polynoncus juglans  (Ratcliffe, 1978)
- Polynoncus longitarsis  (Harold, 1872)
- Polynoncus mirabilis Pittino, 1987
- Polynoncus neuquen  (Vaurie, 1962)
- Polynoncus parafurcatus Pittino, 1987
- Polynoncus patagonicus (Blanchard, 1847)
- Polynoncus patriciae Pittino, 1987
- Polynoncus pedestris (Harold, 1872)
- Polynoncus peruanus (Erichson, 1847)
- Polynoncus pilularius (Germar, 1824)
- Polynoncus pittinoi Costa-Silva & Diéguez, 2020
- Polynoncus sallei (Harold, 1872)
- Polynoncus seymourensis (Mutchler, 1925)
- Polynoncus tenebrosus (Harold, 1872)
- Polynoncus vazdemelloi Huchet & Costa-Silva, 2018

## Распространение
Встречаются в Южной Америке.